# Aileen Dent
Pour les articles homonymes, voir Dent.
Aileen Rose Dent, née en 1890 et morte le 30 mars 1978, est une artiste australienne. 

## Biographie
Née à Deniliquin en Nouvelle-Galles du Sud, elle étudie à la National Gallery Art School de Melbourne. Elle expose régulièrement et est de nombreuses fois finaliste du Prix Archibald.

## Œuvres
L'université Charles-Sturt détient la plus grande collection de ses œuvres, toutefois ses portraits existent dans d'autres collections publiques et privées. Parmi ses œuvres figurent :
- Portrait de Jean Burns 1934
- Portrait de H. P. Zwar 1937
- Portrait de Mme Ryland 1927
- Portrait de Magnus Lagerlof 1935
- Portrait du Dr H. Friedman 1932
- Portrait de C. Rigby C. B. E. 1942
- Portrait de Mlle Gillman-Jones 1928
- Portrait de l'hon. King O'Malley 1934
- Portrait du Major General AC Short, CB, OBE 1954
- Portrait du Dr Roland Wettenhall, M. B., B. S., F. R. A. P. 1952
- Portrait de M. Henry Searby, M. S. F. R. C. S., Q. H. S. 1953
- Portrait du Professeur Boyce Gibson 1930
- Portrait du Professeur HF Schraeder 1927
- Portrait d'Albert Edward Swanson, Esq. 1925
- Portrait de l'hon. RK Whately, MA, DÉPUTÉ 1955
- Portrait de Brin Newton John, Esq. M. A. 1956
- Portrait de Miss Joyce Raymond 1938
- Portrait de Sir John Jungwirth, Secrétaire du Premier ministre de Victoria 1958
- Portrait du Rév. J.-Noble-MacKenzie 1940
- Portrait du Professeur HC Summers 1943
- Portrait du Rév. Henry Evans 1945
- Portrait du Sergent W. Geoffrey Smith 1943
- Portrait du Professeur John Gillies 1940
- Portrait de C. N. McKenzie, Esq. 1939
- Portrait du Rév. A. J. Stewart 1944
- Portrait de l'hon. Sirt Frederick W. Eggleston 1944
- Portrait de Sir Charles Lowe 1950
- Portrait du Dr J. M. Baldwin, astronome 1941
- Portrait du Right Rev. GA Wood, BA 1962
- Portrait de John Allan, Premier ministre de Victoria 1928[2]
- Portrait de Robert McLeish, Président du Green Room Club ca.1950